# Sinoxylon ruficorne
Sinoxylon ruficorne là một loài bọ cánh cứng trong họ Bostrichidae. Loài này được Faharaeus miêu tả khoa học năm 1871.

## Hình ảnh

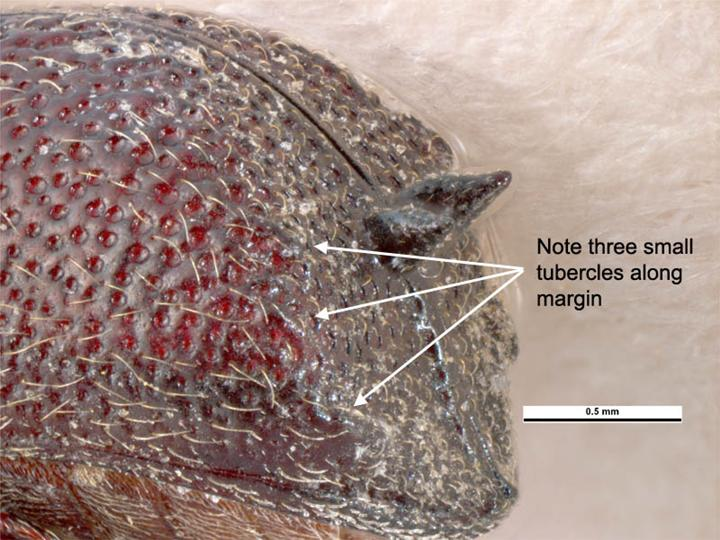